# Els jugadors de cartes
Jugadors de cartes és un quadre del pintor de l'impressionisme francès Paul Cézanne, conegut en francès com Les Joueurs de cartes. Està realitzat en oli sobre llenç. Mesura 47,5 cm d'alçada i 57 cm d'amplada. Va ser pintat entre 1889 i 1892. Actualment, es troba al Museu d'Orsay, París.
Sobre el mateix tema de la partida de cartes, Cézanne va pintar cinc quadres diferents, tota una sèrie, entre 1890 i 1896. Va començar la pintura estant a Suïssa i la va acabar a Ais de Provença.
Aquesta pintura pertany a l'època de maduresa (dècada de 1890), en la qual Cézanne produeix els seus principals llenços. Exemplifica els quadres en què els personatges estan fortament ancorats a la seva decoració. És un període en el qual Cézanne va ser convidat a exposar amb el grup Les XX a Brussel·les i, més tard, va realitzar la seva primera exposició a París.

Tots els volums estan definits de manera geomètrica, cosa que confereix als dos personatges una dignitat clàssica. Són dos camperols que juguen a les cartes, amb una ampolla de vi al mig, on es reflecteix la llum. Distorsionant la visió de la perspectiva, Cézanne aconsegueix d'obtenir el màxim grau de posició central, que és increïble en una escena de la vida normal. Tota la tela està construïda amb tons de colors blau, groc i vermell. Aquesta restricció cromàtica «intensifica la sensació d'austeritat formal». Les pinzellades es presenten solitàries i sintètiques, com el reflex sobre l'ampolla o el simple traç que descriu l'ull del jugador de la dreta. Pinta amb la tècnica del facetatge, cosa que és evident en la cara del jugador de l'esquerra. Aquest porta un barret de forma cilíndrica, la qual cosa recorda l'afirmació de Cézanne que: 
| « | Tot a la natura està modelat segons l'esfera, el cilindre i el con. | » |

En el quadre, Cézanne no sols proporciona una impressió, sinó també una descripció del sentit intern de l'acció, com si fos la síntesi destinada a romandre en la ment, gairebé calcificada i sota la forma del record.
És el quadre més car, amb un preu de venda de 250 milions de dòlars.